# 크리스티안 스투아니
크리스티안 리카르도 스투아니 크루벨로(Christian Ricardo Stuani Curbelo, 1986년 10월 12일 ~ )는 우루과이의 축구 선수로 현재 스페인 라리가의 지로나 FC에서 스트라이커로 활약하고 있으며 지로나 FC의 주장직을 맡고 있다.